# Helena Adelman
Helena Adelman (ur. 4 listopada 1870 w Krakowie; zm. 9 grudnia 1932 w Myślenicach) – działaczka kobieca, społeczna i charytatywna. 

## Życiorys
Córka Józefa Bielaka, prawnika i właściciela pasażu handlowego przy Rynku Głównym. Otrzymała staranne wykształcenie domowe. Uczestniczyła w I Wystawie Stowarzyszenia (Koła) Artystek Polskich w Krakowie w 1899.
Po wyjściu za mąż za Emila Adelmana zamieszkała wraz z mężem w Myślenicach, stając się znaną działaczką społeczną. Na bazie swego dużego księgozbioru stworzyła we własnym domu przy ul. Reja pierwszą bibliotekę w Myślenicach. Przekazała też duży biblioteczny dar Bibliotece Muzeum Techniczno-Przemysłowego w Krakowie z przeznaczeniem dla Biblioteki Wyższych Kursów dla Kobiet noszącej imię Heleny Adelman.
Po wybuchu I wojny światowej główna organizatorka, a następnie przewodnicząca koła Ligi Kobiet Galicji i Śląska w Myślenicach, które w 1916 liczyło już ponad 200 członkiń. W Lidze pełniła też funkcję członkini Zarządu Naczelnego. Była także główną fundatorką prowadzonej przez zakonnice od 1916 Ochronki dla Dzieci Katolickich w Myślenicach przy ul. Niepodległości 50 (tzw. Ochronka Adelmanowej lub Adelmanówka), która w początkowym okresie opiekowała się głównie sierotami wojennymi. Do śmierci pełniła funkcję przewodniczącej Towarzystwa Ochronki, często ją odwiedzając i współfinansując jej utrzymanie. W swoim testamencie zapisała: 150.000zł (słownie: sto pięćdziesiąt tysięcy złotych) na rzecz Towarzystwa Ochronka w Myślenicach na utrzymanie tylu dzieci bezpłatnie, na ile ten legat wystarczy i 8.000zł (osiem tysięcy złotych) na rzecz rzymsko-katolickiego kościoła parafialnego w Myślenicach.
Pochowana w rodzinnym grobowcu Bielaków na cmentarzu Rakowickim w Krakowie.